# Casiodoro (nombre)
Casiodoro es un nombre propio masculino de origen griego en su variante en español. Proviene del griego Κασσιόδωρος, de κάσις, genitivo de κάσιος, "hermano", y δώρον, "don, regalo"; "don del hermano".

## Santoral
14 de septiembre: San Casiodoro.

## Variantes
- Femenino: Casiodora.

### Variantes en otros idiomas
| Variantes en otras lenguas | Variantes en otras lenguas |
| -------------------------- | -------------------------- |
| Español                    | Casiodoro                  |
| Alemán                     | Cassiodor                  |
| Catalán                    | Cassiodor                  |
| Danés                      | Cassiodor                  |
| Esperanto                  | Kasiodoro                  |
| Francés                    | Cassiodore                 |
| Griego                     | Κασσιόδωρος (Kassiódôros)  |
| Holandés                   | Cassiodorus                |
| Húngaro                    | Cassiodorus                |
| Inglés                     | Cassiodorus                |
| Italiano                   | Cassiodoro                 |
| Latín                      | Cassiodorus                |
| Lituano                    | Kasiodoras                 |
| Noruego                    | Cassiodorus                |
| Polaco                     | Kasjodor                   |
| Portugués                  | Cassiodoro                 |
| Ruso                       | Кассиодор (Kassiodor)      |
| Sueco                      | Cassiodorus                |